# Karl Litzmann
Karl Ludwig Wilhelm Hermann Litzmann (ur. 22 stycznia 1850 w Neuglobsow, Brandenburgia, zm. 28 maja 1936 tamże) – pruski generał podczas I wojny światowej, dowódca jednej z trzech dywizji (3 dyw. gwardyjska) w składzie tzw. „grupy Scheffera” (pozostałe dwie to 49 i 50 rezerwowa dywizje piechoty), który swoim manewrem zapewnił zwycięstwo Niemcom w jednej z trzech największych bitew na froncie wschodnim (w tzw. bitwie pod Łodzią); polityk nazistowski.

## Rodzina i I wojna światowa
Dokumenty wymieniają rodzinę Litzmannów jako zamieszkującą Neuruppin i okolicę od połowy XVI wieku i należącą do tutejszego rodu radców. Z niej wywodził się również berliński burmistrz Caspar (burmistrz od 1695) i Johann Joachim Litzmann (burmistrz 1709–1712). Ojciec Karla Litzmanna był właścicielem hut szkła i dóbr leśnych w Neuglobsow nad jeziorem Stechlinsee (80 km na północ od Berlina).
Na początku wojny z Francją 1870/71 Karl Litzmann miał stopień fahnenjunkra (kandydat na oficera w randze starszego podoficera). W 1895 został mianowany na pułkownika i został „pierwszym członkiem dyrekcji” cesarskiej akademii wojskowej w Berlinie. W 1898 został awansowany na generała. W latach 1902–1905 był szefem akademii wojskowej (Preußische Kriegsakademie). W 1905 na skutek sporu z cesarzem na temat reformy kształcenia sztabu generalnego został przedwcześnie przeniesiony w stan spoczynku, ale 1 sierpnia 1914 został przywołany do służby i w październiku otrzymał dowodzenie 3. Gwardyjską Dywizją Piechoty. Za swe skuteczne działania na froncie wschodnim, w czasie których pod koniec listopada 1914 wbrew innemu rozkazowi dowódcy – gen. Reinharda von Scheffer-Boyadela, w kotle pod Łowiczem, przy -20 stopniach mrozu, w pobliżu miejscowości Brzeziny k. Łodzi (bitwa pod Brzezinami), udało mu się przypadkiem z już odciętej pozycji przedrzeć przez front rosyjski, został odznaczony najwyższym orderem Pour le Mérite. W bitwie tej, niedaleko Łodzi, zatrzymano posuwanie się rosyjskich oddziałów w kierunku na Berlin i Wrocław. Po tym zwycięstwie uzyskał w Niemczech miano „Lwa spod Brzezin” („Der Löwe von Brzeziny”).
W 1915 otrzymał dowodzenie grupą armii i poprowadził przez Mazury 40. Korpus Rezerwowy (kontrofensywa z Prus Wschodnich). Dzięki odważnemu dowodzeniu oddziałami, talentowi i doświadczeniu strategicznemu zajął twierdzę Kowno uważaną dotąd za nie do zdobycia. Otrzymał za to Wieniec Liści Dębowych do odznaczenia Pour le Mérite. Odmówił jednak przyjęcia zaproponowanego mu przez cesarza tytułu szlacheckiego. W 1917 poprowadził armię austriacką na Mołdawię.
W latach 1926 i 1928 napisał dwutomowe wspomnienia.

## Poparcie nazistów
Osiemdziesięcioletni Karl Litzmann zaczął aktywnie wspierać partię narodowosocjalistyczną NSDAP, której członkiem został w 1930. W lutym tegoż roku w Pałacu Sportu w berlińskiej dzielnicy Schöneberg odbyła się piętnastotysięczna demonstracja pod przewodnictwem NSDAP pod hasłem „Tak dalej nie może być”. Mówcami byli m.in. gen. Karl Litzmann, gauleiter dr Joseph Goebbels i kpt. Hermann Göring.
W 1932 Litzmann został posłem do Reichstagu, później aż do śmierci był Alterspräsidentem – przewodniczącym seniorem. Był najstarszym posłem w całej historii niemieckiego parlamentaryzmu. Od 1934 był również członkiem powołanej przez Hitlera Pruskiej Rady Państwa. W 1936 pochowano go podczas pogrzebu państwowego w Neuglobsow koło Stechlinsee.

## Uhonorowanie
Kiedy w 1939 po pokonaniu Polski Łódź i Brzeziny włączono do Kraju Warty, miejscowości te otrzymały na cześć Karla Litzmanna niemieckie nazwy. 11 kwietnia 1940 Łódź okupanci przemianowali na Litzmannstadt, a Brzeziny na Löwenstadt (od „Löwe von Brzeziny”). Po zakończeniu okupacji nawiązujące do osoby Litzmanna nazwy miejscowości nie były używane.
Karl Litzmann był honorowym obywatelem miasta Neuruppin, której to godności pozbawiono go w 2007.

## Odznaczenia
Odznaczenia gen. Litzmanna to między innymi:
- Order Pour le Mérite z liśćmi dębu
- Order Orła Czerwonego II klasy z liśćmi dębu i gwiazdą
- Order Królewski Korony III klasy
- Krzyż Żelazny II klasy
- Kawaler II klasy Orderu Alberta Niedźwiedzia (Anhalt)
- Krzyż Wielki Orderu Lwa Zeryngeńskiego (Badenia)
- Krzyż Wielki Orderu Gryfa (Meklemburgia)
- Komandor II klasy Orderu Fryderyka (Wirtembergia)
- Komandor Orderu Gwiazdy Rumunii (Rumunia)
- Komandor Orderu Miecza (Szwecja)